# Keltec Salinero
Keltec Salinero er navnet på en hannoveransk vallak, der bliver redet af den hollandske rytter, Anky van Grunsven i Holland. Grunsven bliver trænet af sin mand, Sjef Jansen, til dagligt på Salinero. Hestens aftegn er stjerne, stor snip og sokker på alle fire ben 

## Historie
Salinero avlet til springhest, men Sjef Jansen sagde, at den ville blive en fremragende dressurhest bedre end van Grunsvens forrige hest, Gestion Bonfire, som hun blev olympisk mester med. 
Hestens navn var Gestion Salinero, men blev ændret til Keltec Salinero, da van Grunsven indgik en sponsoraftale med Keltec. 
Salinero har en fantastisk piaffe/passage, som er blevet bedømt som verdens bedste af samtlige dommere i 2005.[kilde mangler]

## Resultater

### 2003
- CDI-W i Maastricht (Holland): GP 70,083 %, GPKür 79,975 %
- CDI-W i Mechelen (Belgien): GP 72,125 %, GPKür 80,825 % (1. plads)

### 2004
- CDI-W i Amsterdam (Holland):GP 74,750 %, GPKür 80,450 % (1. plads)
- CDI-W i 's-Hertogenbosh (Holland): GP 75,208 %, GPKür 81,400 % (1. plads)
- CDI-W Finale i Düsseldorf (Tyskland): GP 75,208 %, GPKür 81,400 % (1. plads)
- CDIO i Aachen (Tyskland): GPKür 83,650 %, GPSpecial 77,160 %, GP 75,416 % (1. plads)
- OL i Athen (Grækenland): GPKür 85,825 %, GPSpecial 77,800 %, GP 74,208 % (individuelt guld)

### 2005
- CDI 3*-W i 's-Hertogenbosch (Holland): GP 75,750 %, GPKür 83,600 % (1. plads)
- CDI-W i Düsseldorf (Tyskland): GP 77,416 %, GPKür 84,425 % (1 .plads)
- CDI-W Finale i Las Vegas (USA): GPKür 86,725 %, GP 78,000 % (1. plads)
- CDI 3* i Gelderland (Holland): GPSpecial 78,640 %, GP 78,212 % (1. plads)
- CH-EU-D i Hagen (Tyskland): GPKür 83,000 %, GPSpecial 76,160 %, GP 77,417 % (1. plads)
- CDIO 3* i Aachen (Tyskland): GPKür / CDIO 81,525 %, GPSpecial / CDIO 70,960 %, GP / CDIO 74,500 %
- CDI 3*-W i Maastricht (Holland): GPKür 82,375 %, GP 78,000 % (1. plads)
- CDI-W i London-Olympia (Storbritannien): GPKür 82,850 %, GP 76,083 % (1. plads)
- CDI-W i Mechelen: (Belgien) GPKür 83,600 %, GP 76,126 % (1. plads)

### 2006
- CDI 3*-W i 's-Hertogenbosch (Holland) GPKür 87,925 % (verdensrekord), GP 77,375 % (1. plads)
- CDI-W Finale i Amsterdam (Holland): 78,250 % (1. plads)
- CHIO i Rotterdam (Holland): GP 81,33 % (verdensrekord)
- WEG i Aachen : GPKür 86,10 % (1. plads), GP 77,80 % (2. plads)